# .cy
.cy – krajowa domena internetowa najwyższego poziomu przypisana do Cypru. Została utworzona 26 lipca 1994. Zarządcą domeny jest Uniwersytet Cypryjski.